# W królestwie wilka
W królestwie wilka (ang. Waylander II: In the Realm of the Wolf) – powieść fantasy brytyjskiego pisarza Davida Gemmella wydana w 1992 roku. 
Książka była piątą powieścią wydaną w ramach Sagi Drenajów. Biorąc jednak pod uwagę chronologie świata powieści, jest druga w kolejności.
W Polsce została wydana w 1998 roku nakładem wydawnictwa Zysk i S-ka w przekładzie Zbigniewa A. Królickiego. Pierwsze polskie wydanie miało 334 strony (ISBN 83-7150-484-5). Brak informacji co do wznowienia książki przez wydawnictwo Mystery.